# Sante Peranda
Sante Peranda, född 1566 i Venedig, död där 1638, var en italiensk konstnär.
Sante Peranda var en eklektiker som under olika perioder utvecklade sin konst främst under inflytande från Palma il Giovane och Paolo Fiammingo. En längre tid i Emilien där han kom att influeras av Peter Paul Rubens och Frans Pourbus den yngre, fick även stor betydelse för hans konstnärskap. Peranda förhöll sig dock fritt till influenserna och skapade sin egen stil.